# Ferdinand Krenzer
Ferdinand Krenzer (* 22. Mai 1921 in Dillenburg; † 8. Mai 2012 in Hofheim am Taunus) war ein deutscher katholischer Theologe, Pfarrer und Schriftsteller.

## Leben und Wirken
Nach dem Abitur begann Krenzer 1939 ein Studium der Philosophie an der Philosophisch-Theologischen Hochschule Sankt Georgen in Frankfurt am Main, die von den Jesuiten gegründet und bis heute geleitet wird. Nach vier Jahren Kriegseinsatz und Gefangenschaft nahm er 1945 ein Studium der Theologie auf und empfing 1949 die Priesterweihe.
Krenzer gehörte seit 1956 der Kongregation vom Oratorium des heiligen Philipp Neri in Frankfurt am Main an. Er wurde internationale bekannt durch die 1960 von ihm gegründete Katholische Glaubensinformation (Abk. KGI), welcher er bis 1992 als Leiter vorstand. Nach seinem Vorbild in Frankfurt wurde weitere Glaubensinformations-Stellen im Deutschen und später internationalen Raum installiert, die sich intensiv zweifelnden, abtrünnigen und Konvertierenden mit Glaubensgesprächen und Seminaren widmen.
Bis zu seinem Tod gehörte Ferdinand Krenzer dem Vorstand der KGI in der Funktion des Geistlichen Beirates an.
Sein Buch Morgen wird man wieder glauben erschien erstmals in deutscher Sprache im Jahr 1962 und eine völlig neubearbeitete Ausgabe folgte 1995. Im Laufe der Jahre wurde das Buch in siebzehn Sprachen übersetzt.

## Werke (Auswahl)
- Morgen wird man wieder glauben. Eine katholische Glaubensinformation. Lahn-Verlag, Limburg 1962
  - 41. Auflage: Morgen wird man wieder glauben. Eine katholische Glaubensinformation. Mit einem Vorwort von Manfred Lay. Lahn-Verlag, Limburg 2004, ISBN 3-7840-3204-4.
- Halte deine Seele in die Sonne. Zuspruch zum Leben. Herder Verlag, Freiburg im Breisgau 1982, ISBN 978-3-78671420-0.
- Oasen im Alltag. Meditationen.  Verlag Matthias-Grünewald, Mainz 1991, ISBN 978-3-7867-1584-9.
- Mit jedem leidet Christus mit. Lahn-Verlag, Limburg 1992, ISBN 978-3-7840-2685-5.
- Mehr Leben als du ahnst. Verlag Topos Plus, 1997,  ISBN 978-3-7867-2010-2.
- Den Alltag entfalten. Meditative Betrachtungen. Kühlen Verlag, Mönchengladbach 2008, ISBN 978-3-87448-289-9.